# Yu Nakajima
Yu Nakajima (中島 悠) (Ebetsu, 15 febbraio 1991) è uno speedcuber giapponese, campione del mondo 2007.
In passato ha stabilito sette record del mondo (5 nel 2008 e 2 nel 2009), ma tutti sono stati superati. Attualmente detiene 3 record asiatici e 5 record nazionali.
Si è ritirato, almeno temporaneamente, all'attività di speedcuber dal luglio 2009. Ha ripreso a partecipare a delle competizioni ufficiali il 24 luglio 2010, ma non ha detto niente riguardo ad una sua eventuale partecipazione a tornei futuri già programmati in Giappone. Il 27 gennaio 2010 attraverso un video su YouTube comunica ai fan di essere indeciso se riprendere o meno l'attività. Il video ha avuto molto successo tra gli speedcubers tanto che nel giorno di caricamento è stato visualizzato più di 2000 volte ed è diventato il video più votato (genere sportivo) del Giappone in quel giorno.

## Record personali che rientrano nella top ten mondiale

### Singolo
- Megaminx 1:00.93, quinto al mondo
- V-Cube 6 2:48.94, decimo al mondo
- V-Cube 7 3:47.36, terzo al mondo

### Media di 5 risoluzioni
- Megaminx 1:08.70, settimo al mondo
- V-Cube 7 4:01.73, quarto al mondo